# John Kendrew
Sir John Cowdery Kendrew (1917-1997) là nhà hóa học người Anh. Ông cùng với người thầy Max Perutz giành Giải Nobel Hóa học năm 1962 cho những nghiên cứu về cấu tạo của các protein hình cầu. Đây là trường hợp tiếp theo cả thầy lẫn trò đều giành Giải Nobel Hóa học chỉ trong một năm (trường hơp đầu tiên là của Otto Diels (thầy) và Kurt Alder (trò), những người giành Giải Nobel Hóa học năm 1950) và nước Anh trở thành quốc gia thứ tư sau Pháp, Đức, Mỹ có hai người cùng đoạt giải Nobel Hóa học trong cùng một năm.